# Mohammad Mustafa

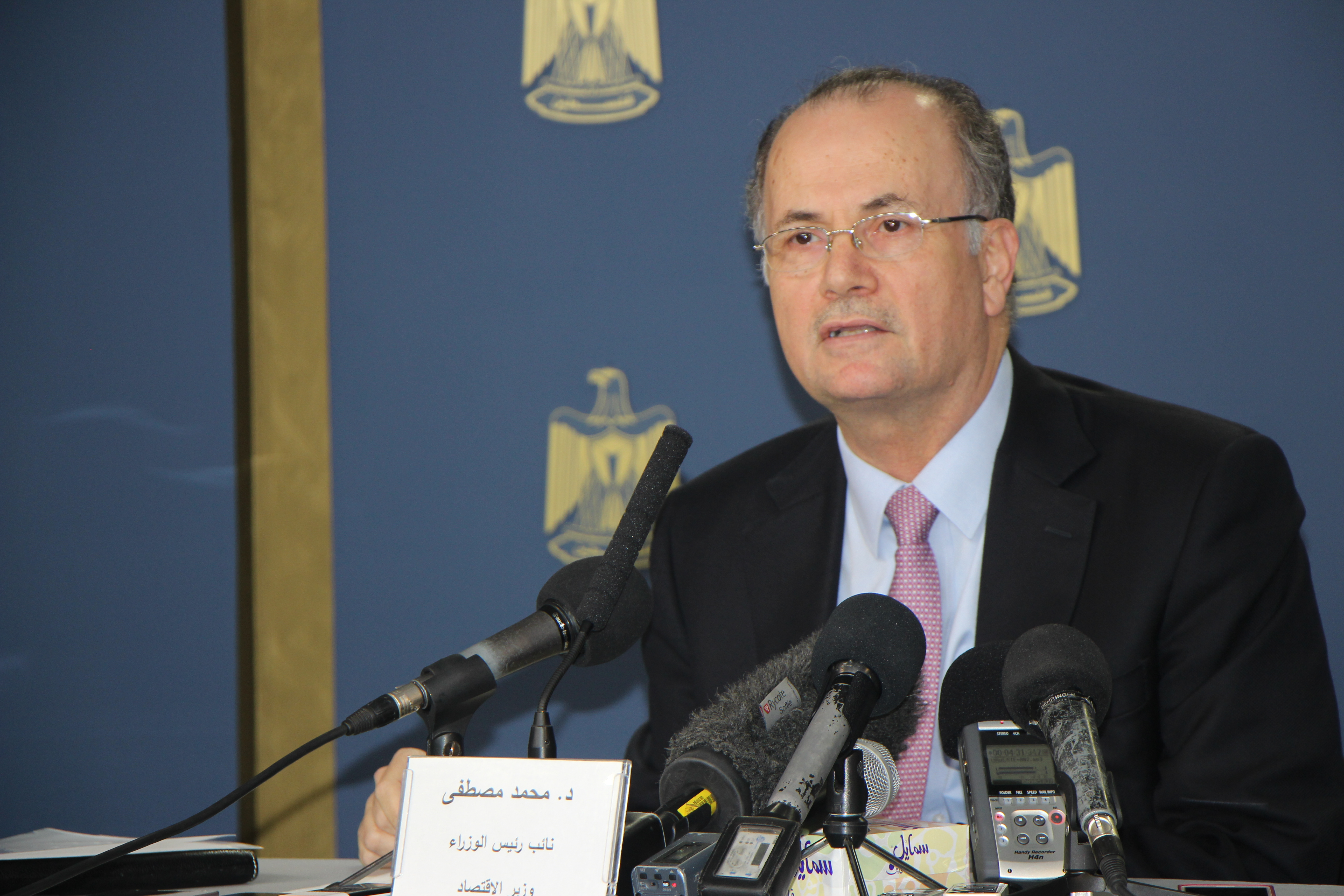
Mohammad Mustafa (2013)

Mohammad Mustafa (arabisch محمد مصطفى, DMG Muḥammad Muṣṭafā; * 26. August 1954 in Kafr Sur) ist seit dem 31. März 2024  „Regierungschef“ der von der Fatah dominierten palästinensischen Autonomiebehörde im Westjordanland. Vor der Politik war er als Ökonom bei der World Bank Group und dem Palestine Investment Fund tätig.

## Politische Karriere
Mustafa wurde 1954 im Westjordanland geboren, lebte jedoch seit seiner Kindheit mit seiner Familie in Kuwait. Später studierte er an der George Washington University Betriebswirtschaft und Wirtschaftskunde, danach arbeitete er 15 Jahre lang bei der World Bank Group in Washington, D.C.
Seit 2005 war Mohammad Mustafa der Wirtschaftliche Berater von Mahmud Abbas. Von 2013 bis 2014 war er Stellvertretender Chef der palästinensischen Autonomiebehörde sowie wirtschaftlicher Berater des Chefes der palästinensischen Autonomiebehörde, Abbas. Im Februar 2022 wurde er außerdem der Vorsitzende des Exekutivkomitee der PLO. Dann wurde er Vorsitzender des Palästinensischen Investmentfonds. Am 14. März 2024 gab der Chef der palästinensischen Autonomiebehörde Mahmud Abbas bekannt, dass er Mustafa zum Chef der Autonomiebehördebehörde im Westjordanland ernennen wird.